# Konnex
Konex je odborný přírodovědecký pojem pocházející z oblasti biologie a ekologie. Je jím vyjádřena přímá a zcela nepopiratelná vazba mezi jednotlivými živočišnými nebo rostlinnými druhy (jednotlivými taxony) v jednotlivých biocenózách. 

## Příklady
- parekie - soužití dvou druhů živočichů, kdy jeden druh ochraňuje jiný druh
- parazitizmus - soužití dvou druhů organizmů, kdy jeden druh využívá jiný druh např. jako zdroj potravy
- symbióza, mutualizmus - vzájemné soužití dvou organizmů, které je vzájemně prospěšné pro oba druhy